# Guido Smits
Guido Smits (10 februari 1970) is een voormalige Nederlandse voetballer en voetbaltrainer die bij voorkeur als een middenvelder speelde.

## Carrière
Smits begon in zijn jeugd met voetballen bij AFC Ajax. In 1991 ging hij naar FC Wageningen. In 1996 ging Smits naar ADO den Haag, maar na één seizoen keerde hij terug naar zijn oude voetbalclub Quick Boys. Smits voetbalde zijn laatste jaren bij AFC. Hij beëindigde zijn voetbalcarrière in 2001.
Smits ontving een reversspeld van AFC naar aanleiding van de Gouden Ballen 2022.